# Monbahus
Monbahus est une commune du Sud-Ouest de la France, située dans le département de Lot-et-Garonne (région Nouvelle-Aquitaine).

## Géographie

### Localisation
Commune de Guyenne située à 7,5 km à l'ouest de Cancon et 28 km au nord-ouest de Villeneuve-sur-Lot.

### Communes limitrophes
Les communes limitrophes sont Montastruc, Villebramar, Beaugas, Montignac-de-Lauzun, Monviel, Moulinet, Pinel-Hauterive et Tombebœuf.
| Montignac-de-Lauzun   | Monviel    |                                               |
| Tombebœuf (sur 100 m) | Monbahus   | Moulinet                                      |
| Villebramar           | Montastruc | Beaugas, Pinel-Hauterive (par un quadripoint) |

### Hydrographie
La commune est traversée par le Tolzac, affluent de la Garonne, ainsi que par le Tolzac de Verteuil, le Tolzac de Mangane, le ruisseau de Salembert et le ruisseau de la Maure.

### Climat
Pour des articles plus généraux, voir Climat de la Nouvelle-Aquitaine et Climat de Lot-et-Garonne.
Historiquement, la commune est exposée à un climat océanique aquitain.  
En 2020, Météo-France publie une typologie des climats de la France métropolitaine dans laquelle la commune est dans une zone de transition entre le climat océanique et le climat océanique altéré et est dans la région climatique Aquitaine, Gascogne, caractérisée par une pluviométrie abondante au printemps, modérée en automne, un faible ensoleillement au printemps, un été chaud (19,5 °C), des vents faibles, des brouillards fréquents en automne et en hiver et des orages fréquents en été (15 à 20 jours).
Pour la période 1971-2000, la température annuelle moyenne est de 12,9 °C, avec une amplitude thermique annuelle de 15,3 °C. Le cumul annuel moyen de précipitations est de 814 mm, avec 10,9 jours de précipitations en janvier et 6,8 jours en juillet. Pour la période 1991-2020, la température moyenne annuelle observée sur la station météorologique la plus proche, située sur la commune de Cancon à 7 km à vol d'oiseau, est de 13,4 °C et le cumul annuel moyen de précipitations est de 852,4 mm,. Pour l'avenir, les paramètres climatiques de la commune estimés pour 2050 selon différents scénarios d'émission de gaz à effet de serre sont consultables sur un site dédié publié par Météo-France en novembre 2022.

## Urbanisme

### Typologie
Au 1er janvier 2024, Monbahus est catégorisée commune rurale à habitat très dispersé, selon la nouvelle grille communale de densité à sept niveaux définie par l'Insee en 2022.
Elle est située hors unité urbaine et hors attraction des villes,.

### Occupation des sols

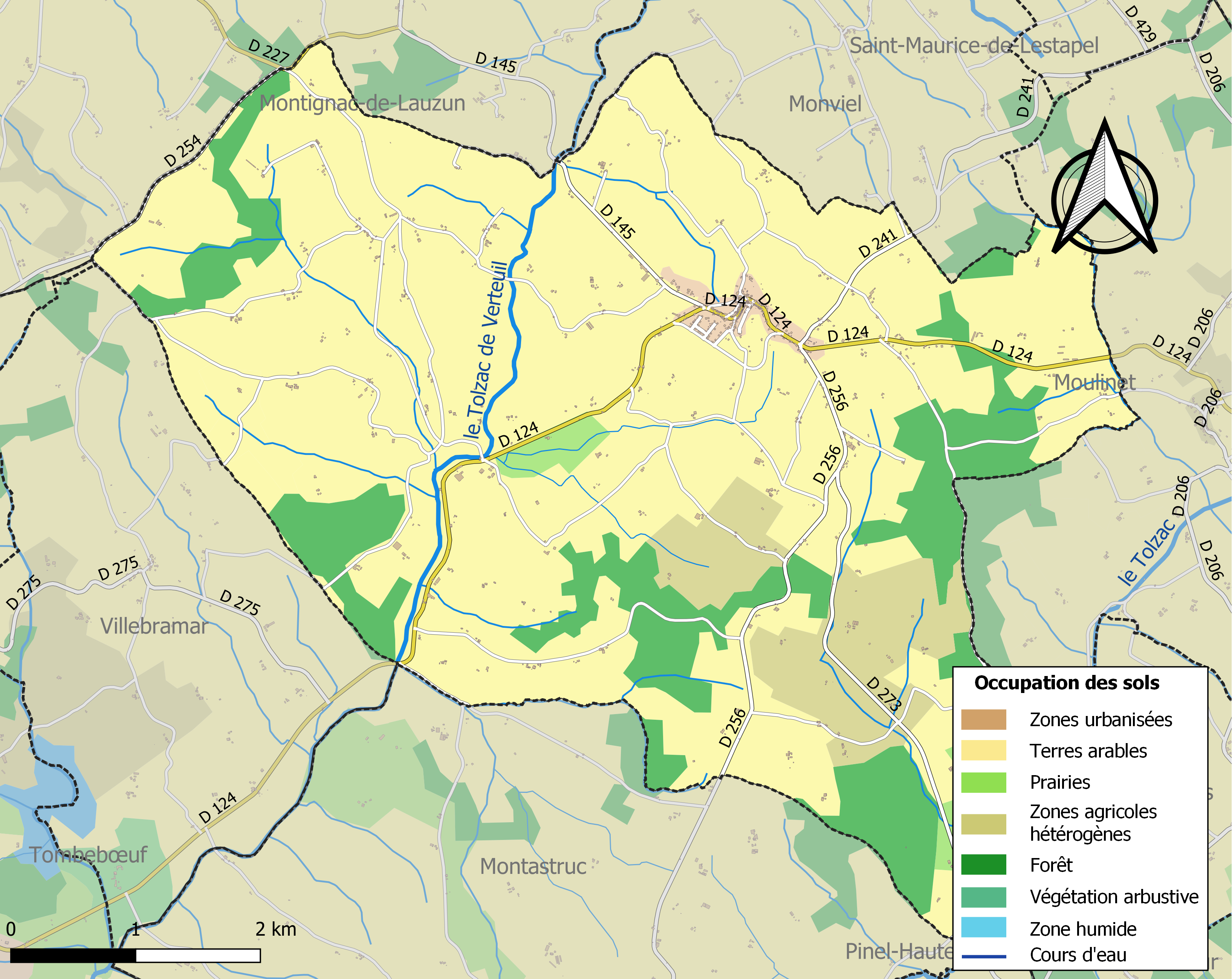
Carte des infrastructures et de l'occupation des sols de la commune en 2018 (CLC).

L'occupation des sols de la commune, telle qu'elle ressort de la base de données européenne d’occupation biophysique des sols Corine Land Cover (CLC), est marquée par l'importance des territoires agricoles (84,4 % en 2018), une proportion sensiblement équivalente à celle de 1990 (84,5 %). La répartition détaillée en 2018 est la suivante : 
terres arables (74 %), forêts (14,5 %), zones agricoles hétérogènes (7,3 %), prairies (1,9 %), cultures permanentes (1,2 %), zones urbanisées (1,1 %). L'évolution de l’occupation des sols de la commune et de ses infrastructures peut être observée sur les différentes représentations cartographiques du territoire : la carte de Cassini (XVIIIe siècle), la carte d'état-major (1820-1866) et les cartes ou photos aériennes de l'IGN pour la période actuelle (1950 à aujourd'hui).

### Voies de communication et transports
Monbahus est un carrefour routier modeste mais non négligeable. Le flux de circulation provenant de Fumel et Cancon par la RD 124 s'y divise en deux, vers Marmande d'une part, vers Miramont-de-Guyenne et Lauzun de l'autre.

### Risques majeurs
Le territoire de la commune de Monbahus est vulnérable à différents aléas naturels : météorologiques (tempête, orage, neige, grand froid, canicule ou sécheresse), mouvements de terrains et séisme (sismicité très faible). Un site publié par le BRGM permet d'évaluer simplement et rapidement les risques d'un bien localisé soit par son adresse soit par le numéro de sa parcelle.
Les mouvements de terrains susceptibles de se produire sur la commune sont des tassements différentiels.

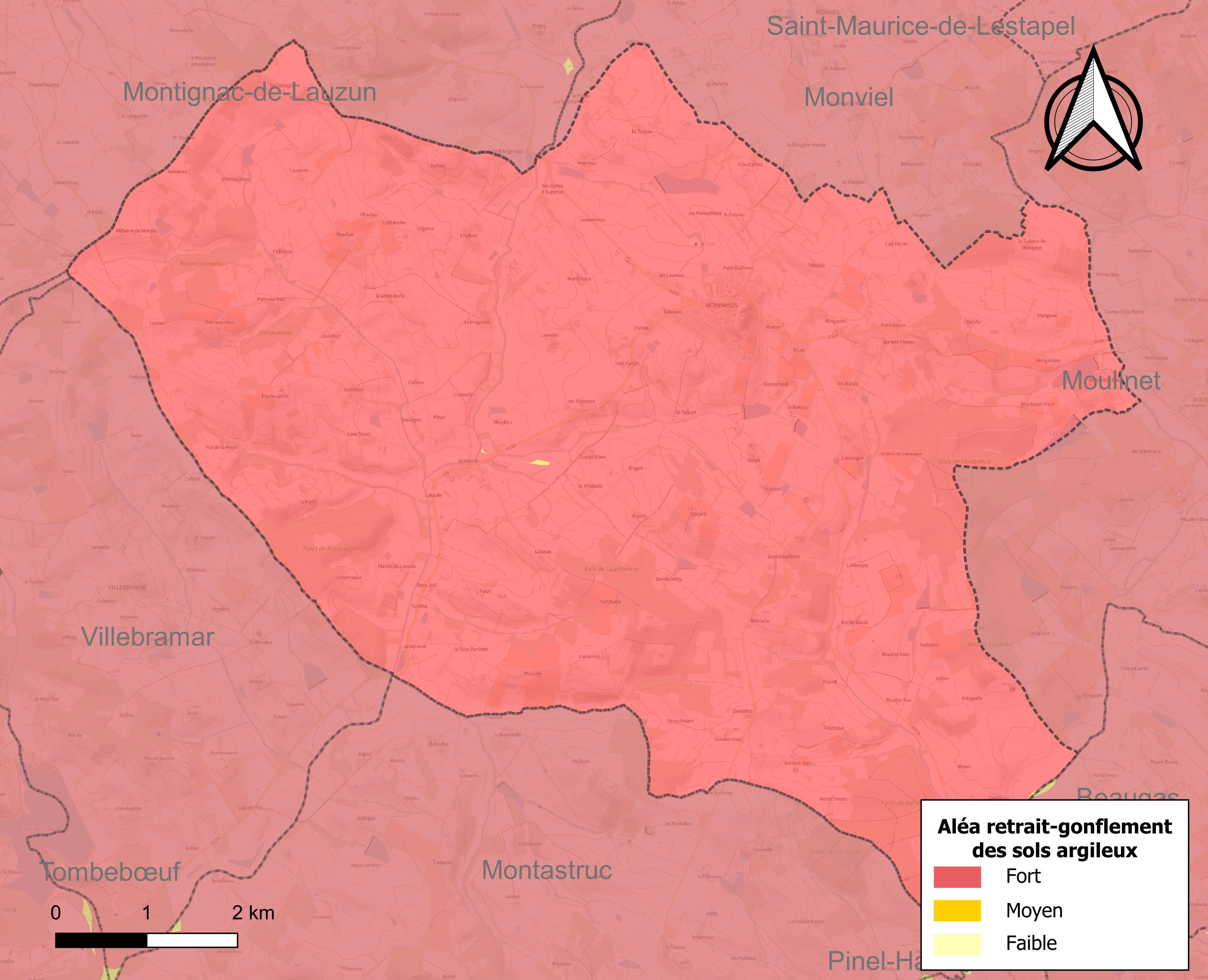
Carte des zones d'aléa retrait-gonflement des sols argileux de Monbahus.

Le retrait-gonflement des sols argileux est susceptible d'engendrer des dommages importants aux bâtiments en cas d’alternance de périodes de sécheresse et de pluie. La totalité de la commune est en aléa moyen ou fort (91,8 % au niveau départemental et 48,5 % au niveau national). Depuis le 1er octobre 2020, en application de la loi ELAN, différentes contraintes s'imposent aux vendeurs, maîtres d'ouvrages ou constructeurs de biens situés dans une zone classée en aléa moyen ou fort,.
La commune a été reconnue en état de catastrophe naturelle au titre des dommages causés par les inondations et coulées de boue survenues en 1982, 1993, 1999, 2006 et 2009, par la sécheresse en 2003, 2011 et 2017 et par des mouvements de terrain en 1999.

## Histoire
La commune a été chef-lieu de canton durant la Révolution.
Comme beaucoup de bourgades du Bassin aquitain de population réduite, Monbahus garde de son passé un aspect pratiquement urbain, mais à petite échelle. Les fonctions de commerce et de services, qui n'ont pas bénéficié récemment d'un statut administratif avantageux, ont davantage périclité que dans les agglomérations comparables qui sont restées chefs-lieux de canton.
Il existait au lieu-dit Gondon une abbaye cistercienne qui a été fermée à la Révolution et dont il ne reste aucun bâtiment. Cette abbaye possédait la forêt de Gondon qui a été l'objet d'un conflit avec la Maîtrise des Eaux et Forêts de la province de Guyenne au XVIIIe siècle concernant sa gestion.

## Politique et administration
| Période                                  | Période   | Identité        | Étiquette | Qualité  |
| ---------------------------------------- | --------- | --------------- | --------- | -------- |
| Les données manquantes sont à compléter. |           |                 |           |          |
| mai 1992                                 | mars 2014 | Raymond Lanxade |           | Retraité |
| mars 2014                                | En cours  | Jean-Marie Gary |           |          |

## Démographie
L'évolution du nombre d'habitants est connue à travers les recensements de la population effectués dans la commune depuis 1793. Pour les communes de moins de 10 000 habitants, une enquête de recensement portant sur toute la population est réalisée tous les cinq ans, les populations de référence des années intermédiaires étant quant à elles estimées par interpolation ou extrapolation. Pour la commune, le premier recensement exhaustif entrant dans le cadre du nouveau dispositif a été réalisé en 2005.

En 2022, la commune comptait 628 habitants, en évolution de +4,15 % par rapport à 2016 (Lot-et-Garonne : −0,18 %, France hors Mayotte : +2,11 %).
| 1793  | 1800  | 1806  | 1821  | 1831  | 1836  | 1841  | 1846  | 1851  |
| ----- | ----- | ----- | ----- | ----- | ----- | ----- | ----- | ----- |
| 1 355 | 1 126 | 1 493 | 1 456 | 1 609 | 1 633 | 1 638 | 1 624 | 1 634 |

| 1856  | 1861  | 1866  | 1872  | 1876  | 1881  | 1886  | 1891  | 1896  |
| ----- | ----- | ----- | ----- | ----- | ----- | ----- | ----- | ----- |
| 1 560 | 1 551 | 1 625 | 1 576 | 1 560 | 1 525 | 1 510 | 1 338 | 1 264 |

| 1901  | 1906  | 1911  | 1921  | 1926  | 1931  | 1936 | 1946  | 1954  |
| ----- | ----- | ----- | ----- | ----- | ----- | ---- | ----- | ----- |
| 1 235 | 1 221 | 1 226 | 1 010 | 1 027 | 1 028 | 994  | 1 043 | 1 035 |

| 1962 | 1968 | 1975 | 1982 | 1990 | 1999 | 2005 | 2006 | 2010 |
| ---- | ---- | ---- | ---- | ---- | ---- | ---- | ---- | ---- |
| 947  | 863  | 729  | 709  | 695  | 642  | 660  | 669  | 629  |

| 2015 | 2020 | 2022 | - | - | - | - | - | - |
| ---- | ---- | ---- | - | - | - | - | - | - |
| 606  | 625  | 628  | - | - | - | - | - | - |

Le maximum démographique a été atteint en 1841 avec 1 638 habitants.
Le minimum fut atteint en 1999 avec 642 habitants.
En 2006, la population était de 660 habitants.

## Culture locale et patrimoine

### Lieux et monuments
- Abbaye Notre-Dame de Gondon.
- Église Notre-Dame de Monbahus. Elle est inscrite à l'Inventaire général du patrimoine culturel[24].
- Église Saint-Martin de Roufiac.
- Église Saint-Vincent de Loupinat de Monbahus.

### Héraldique
| Blason de Monbahus | Blason  | De gueules au léopard d’or accompagné de deux meules de moulin d’argent, une en chef et une en pointe. |
| Blason de Monbahus | Détails | Le statut officiel du blason reste à déterminer.                                                       |